# Eric Ash
Eric Albert Ash, CBE (Berlim, 31 de janeiro de 1928) é um engenheiro eletricista britânico nascido na Alemanha.
Nascido em Berlim, Ash imigrou para o Reino Unido em 1938, fugindo do nazismo. Educado na University College School, obteve uma bolsa de estudos para o Imperial College London aos 17 anos de idade, e após graduar-se em engenharia elétrica obteve o Ph.D. em 1952 com a tese Electron Interaction Effects, orientado por Dennis Gabor,  laureado com o Nobel de Física de 1971. Trabalhou com tubos de microondas como bolsista do Programa Fulbright na Universidade Stanford durante dois anos, retornando ao Reino Unido com sua mulher estadunidense, continuando seu trabalho no Standard Telecommunications Laboratory (atual Nortel) em Londres.
Recebeu o Prêmio Marconi de 1984.